# Кунг-фу панда 4
«Кунг-фу па́нда 4» (англ. Kung Fu Panda 4) — американский компьютерно-анимационный комедийный фильм о боевых искусствах, производством которого занимается студия DreamWorks Animation, а распространением — Universal Pictures. Четвёртый полнометражный фильм в медиафраншизе «Кунг-фу панда» и продолжение мультфильма «Кунг-фу панда 3» (2016). Режиссёром выступил Майк Митчелл, а сорежиссёром — Стефани Ма Стайн. Джек Блэк, Дастин Хоффман, Джеймс Хонг, Брайан Крэнстон и Иэн Макшейн вернулись к своим ролям из предыдущих фильмов. К ним присоединились Аквафина, Виола Дэвис и Ке Хюи Куан. По сюжету панда По объединяется с лисой по имени Чжэнь в борьбе со злобной колдуньей, известной как «Хамелеонша», призывающей многих злодеев из прошлого.
В январе 2016 года режиссёрам третьего мультфильма Дженнифер Ю Нельсон и Алессандро Карлони был задан вопрос о возможности создания четвёртого фильма, а в августе 2018 года Нельсон сказала, что они всегда открыты к нему. Четвёртая часть была официально анонсирована в августе 2022 года, а в апреле 2023 года Митчелл, Ма Стайн и Ребекка Хантли были заявлены как режиссёр, сорежиссёр и продюсер соответственно. Большая часть актёрского состава была объявлена в декабре 2023 года. 
Премьера «Кунг-фу Панда 4» состоялась в театре AMC 14 в The Grove в Лос-Анджелесе 3 марта 2024 года, а театральный показ в Соединённых Штатах состоялся 8 марта. Фильм собрал в мировом прокате 543 миллиона долларов, что делает его третьим по кассовым сборам фильмом 2024 года, и получил положительные отзывы критиков.

## Сюжет
Однажды ночью на вершине горы возле каменоломни Тай Лунг каким-то образом возвращается. Злодей заявил, что теперь не остановится, пока весь Китай, в том числе и Воин Дракона, не падёт перед ним на колени.
Некоторое время спустя панда По останавливает злого ската, проглотившего трёх поросят, после чего помогает своим отцам — мистеру Пингу и Ли — открыть их новый ресторан. Там его находит мастер Шифу, который хочет поговорить с По. В Нефритовом дворце он говорит По, что тот должен продвинуться вперёд, чтобы стать духовным лидером Долины Мира, а это означает, что он больше не будет Воином Дракона, к большому разочарованию По.
На следующий день По изо всех сил пытается выбрать подходящего кандидата, но, к большому гневу Шифу, он не сумел сделать выбор, ведь панда считает, что пока он ещё не готов занять место мастера Угвея. Позже, во время медитации, он замечает воровку — лисицу по имени Чжэнь, пытающуюся украсть какое-то древнее оружие из прошлого кунг-фу. Он легко побеждает её и отправляет в тюрьму, но вскоре слышит о возвращении Тай Лунга. Благодаря Чжэнь По узнает, что Тай Лунг на самом деле не вернулся, но его кто-то изображал. Воровка говорит По, что тот, кто превратился в Тай Лунга — могущественная колдунья-оборотень Хамелеонша, правящая в Можжевеловом городе, которая желает захватить власть над всем миром. Если панда хочет остановить её, ему понадобится её помощь. Поначалу неохотно, но лелея желание отправиться в последнее приключение в качестве Воина Дракона, По отправляется в Можжевеловый город вместе с Чжэнь. Тем временем мистер Пинг и Ли, напуганные тем, что может случиться с их сыном, тайком следуют за ними.
По прибытии на место их арестовывают, и По узнает, что Чжэнь — особо разыскиваемая преступница. Они сбегают в Логово воров, где Чжэнь воссоединяется с панголином Ханом, своим давним другом и покровителем, который позволяет им на время остаться у них, однако он хочет, чтобы они покинули Логово на следующий день. Вскоре По и Чжэнь проникают в логово Хамелеонши, дабы окончательно разобраться с ней. Однако выясняется, что Чжэнь на самом деле уже долгое время работала на Хамелеоншу, предавая доверие По. Колдунья заключила панду в непробиваемую клетку, однако По удаётся сбежать, правда, уже без Посоха Мудрости. Когда он просит внезапно вернувшуюся Чжэнь вернуть Посох, он слишком поздно понимает, что это была не Чжэнь, а замаскированная Хамелеонша, и та в итоге сбрасывает его в пропасть. С помощью Посоха Хамелеонша создаёт портал в Мир Духов, чтобы призвать каждого мастера (включая Тай Лунга, лорда Шэня и генерала Кая), похитить их кунг-фу и заключить их в клетки. Чжэнь, осознав, что она совершила большую ошибку, решает сбежать от Хамелеонши. А сам Тай Лунг узнаёт, что По потерял Посох Мудрости, из-за чего он теряет веру в По ещё больше, чем изначально.
Тем временем По разговаривает со своими отцами, спасшими его от гибели. Он признаётся им, что он боится перемен. Мистер Пинг говорит ему, что он тоже боялся перемен, но также говорит, что если бы всё не изменилось, он не был бы отцом. Это даёт По стимул остановить Хамелеоншу раз и навсегда. Возле дворца колдуньи По и Чжэнь сталкиваются друг с другом. Она пытается остановить его, но это приводит к дуэли между ними. Понимая, что переубедить его она не в силах, она со слезами на глазах обнимает его, прежде чем встретиться лицом к лицу с Хамелеоншей.
Чжэнь удаётся убедить Логово воров помочь ей в спасении По. По вновь бросает вызов Хамелеонше, которая перед сражением сама возвращает ему Посох, ставший ей уже не нужным. Как раз в тот момент, когда Хамелеонша пытается нанести последний удар, вмешивается Чжэнь. Хамелеонша вновь пытается изменить ход дел в свою пользу, превратившись в гибрид обликов мастеров, и все три персонажа дерутся по всему дворцу. Чжэнь падает из-за обломков, в то время как Хамелеонша превращается в По, с которым сталкивается настоящий По. В ходе боя колдунье удаётся запереть По в клетке.
Доверившись Чжэнь, он отдает ей Посох Мудрости, который она использует, чтобы сразиться с Хамелеоншей, и ей удаётся на время обезвредить злодейку благодаря одному приёму, который По применял ранее по пути в Можжевеловый город. Не смирившись с поражением, колдунья снова пытается убить По, но быстро терпит поражение, получив от панды сильный удар по голове Посохом Мудрости. Воин Дракона возвращает всем злодеям их кунг-фу и освобождает их.
Тай Лунг, осознав, что он ошибался насчёт По, вместе со всеми злодеями выражает своё уважение и, преклонившись перед ним, признаёт его Воином Дракона. По с помощью Посоха Мудрости открывает портал в Мир Духов, и мастера возвращаются туда, при этом Тай Лунг в качестве наказания забирает Хамелеоншу с собой.
Вернувшись в Долину мира, Чжэнь готова добровольно вернуться в тюрьму, но По решает выбрать её в качестве следующего Воина Дракона, шокируя как Шифу, так и её саму. Хотя лисица считает, что не заслуживает титула Воина Дракона, По даёт ей несколько мудрых советов. В сцене после титров, По вместе с Неистовой Пятеркой (Тигрицей, Обезьяной, Богомолом, Гадюкой и Журавлём) помогает Чжэнь в тренировках, дабы та стала полноценным Воином Дракона.

## Роли озвучивали
- Джек Блэк — По[англ.], большая панда, который станет духовным предводителем, как только он откажется от своего титула Воина Дракона.
- Аквафина — Чжэнь, корсак, которая является преступником и новым союзником По, сопровождающая его в его путешествии.
- Виола Дэвис — Хамелеонша, злая ведьма, которая может копировать кунг-фу каждого мастера в Китае, впитывая их способности, а затем переходя на их физическую форму.
- Дастин Хоффман — Мастер Шифу, малая панда, который является мудрым мастером По.
- Джеймс Хонг — господин Пинг, приёмный отец По, гусь.
- Брайан Крэнстон — Ли Шань, биологический отец По.
- Иэн Макшейн — Тай Лунг, ирбис, который был первым заклятым врагом По и главным злодеем первого фильма.
- Ке Хюи Куан — Хань, панголин, который является лидером логова разбойников.

Митчелл заявил в интервью NBC Insider, что члены команды «Неистовая пятёрка», а именно Мастера Тигрица, Обезьяна, Журавль, Богомол и Гадюка также вернутся в фильм, и их соответствующие актёры озвучивания (Анджелина Джоли, Джеки Чан, Дэвид Кросс, Сет Роген и Люси Лью) подтвердили, что они вновь озвучат своих персонажей, однако продюсер Ребекка Хантли подтвердила, что появление Пятёрки в фильме будет оформлено в качестве камео, поскольку они «отправятся на свои индивидуальные задания».

## Производство

### Разработка
3 декабря 2010 года гендиректор DreamWorks Animation Джеффри Катценберг сказал, что допускает возможность выхода ещё трёх сиквелов после мультфильма «Кунг-фу панда 3» (2016) и превращения серии в гексалогию. 13 января 2016 года журнал Collider спросил создателей «Кунг-фу панды 3» о возможности создания четвёртого фильма. Сорежиссёр Дженнифер Ю Нельсон сказала: «Не всё сразу. Мы хотим создать неогранённый алмаз, а там посмотрим, что дальше». Алессандро Карлони добавил: «Насчёт сиквелов, мы не хотим, чтобы в них был открытый финал. Нам хочется, чтобы проект ощущался как законченная история, как наш фильм, например. И если это являет собой фантастическую историю, это уже отлично». 2 августа 2018 года Нельсон вновь был задан вопрос о возможности выхода «Кунг-фу панды 4», и она сказала, что не знает точного ответа, так как всегда видела эту серию фильмов как трилогию, но открыта к идеям для квадриквела до тех пор, пока фокус не сместится с По на другого персонажа.
В августе 2022 года было объявлено, что «Кунг-фу панда 4» находится в разработке и выйдет в прокат 8 марта 2024 года. На CinemaCon в апреле 2023 года были раскрыты новые подробности, в том числе синопсис, пересказанный Джеком Блэком. Также было объявлено, что Майк Митчелл выступит режиссёром, Стефани Ма Стайн — сорежиссёром, а Ребекка Хантли — продюсером.
Это будет один из последних мультфильмов, полностью снятых DreamWorks Animation в Глендейле, так как в октябре 2023 года Cartoon Brew сообщила, что DreamWorks отходит от производства фильмов собственными силами, чтобы больше полагаться на внешние студии после 2024 года, в рамках увольнения главного операционного директора Рэнди Лейка в серии встреч в прошлом месяце. Согласно отчёту, Sony Pictures Imageworks была названа сервисом анимации для одного из трёх необъявленных фильмов DreamWorks, запланированных на 2025 год.

### Кастинг
В мае 2023 года сообщалось, что Аквафина присоединилась к актёрскому составу. 12 декабря того же года было объявлено, что Ке Хюй Куан и Виола Дэвис присоединятся к актёрскому составу, причём последняя озвучит злодейку, Хамелеон. Также было объявлено, что Иэн Макшейн, Брайан Крэнстон, Джеймс Хонг, Дастин Хоффман, Анджелина Джоли, Джеки Чан, Сет Роген(единственный кто принял участие как член "Неистовой Пятеркой", а остальные участники - появились в бесловном камео, с архивными записями, и заодно сэкономили расходы), Дэвид Кросс и Люси Лью повторят свои роли из предыдущих фильмов.

### Анимация
Большая часть анимации для мультфильма была сделана DWA Glendale Premo и отрисована MoonRay.

### Музыка
В декабре 2023 года было объявлено, что Ханс Циммер и Стив Маццаро выступят в качестве композиторов и напишут музыку для мультфильма. Также в мультфильме присутствует песня Бритни Спирс «Baby One More Time» в исполнении группы Tenacious D(после выхода или до выхода, появился клип на эту песню, в живом исполнении Джека Блэка).

## Маркетинг
Во время парада дня благодарения от Macy’s в Нью-Йорке в 2023 году был продемонстрирован гигантский воздушный шар в виде персонажа По.

## Премьера

### Кинопрокат
«Кунг-фу панда 4» вышел в прокат США 8 марта 2024 года.

### Физические носители
В рамках 18-месячного соглашения с Netflix в течение первых четырёх месяцев после проката в кинотеатрах фильм будет доступен на стриминговом сервисе Peacock по технологии «pay-TV window», на следующие десять месяцев перейдёт на Netflix, а на оставшиеся четыре вернётся на Peacock.

## Приём

### Кассовые сборы
В США и Канаде «Кунг-фу Панда 4» был выпущен вместе с фильмами «Воображаемый друг» и «Кабрини» и по прогнозам, в первые выходные он принесёт 45–50 миллионов долларов в 3900 кинотеатрах. В первый день фильм собрал 19,4 миллиона долларов, в том числе 3,8 миллиона долларов за просмотры в четверг вечером. Фильм собрал в общей сложности 193,6 миллиона долларов в Соединённых Штатах и Канаде и 350 миллиона долларов в других странах, что составило в общей сложности 543,6 миллиона долларов по всему миру.

### Критика
По данным агрегатора Rotten Tomatoes, 71% из 162 рецензий были положительными, со средней оценкой 6,2 из 10. Аудитория CinemaScore поставила фильму среднюю оценку «A–» по шкале от A+ до F, а опрошенные PostTrak дали ему общую положительную оценку 80%, при этом 60% заявили, что будут определенно рекомендовать его.
Фрэнк Шек из «The Hollywood Reporter» написал: «С новыми декорациями и персонажами, в том числе обладателем Оскара Ке Хай Цюаном и Виолой Дэвис в роли Хамелеонши, предводителя воровского логова, и Ронни Чьенгом в роли рыбы, которая живёт во рту пеликана, «Кунг-фу Панда 4» явно призван освежить франшизу. Но на самом деле это скорее одно и то же, что не так уж и плохо, если учесть, что на данный момент сериал собрал около 1,8 миллиарда долларов (и это не считая побочных проектов, в том числе различных телесериалов и видеоигр). Его привлекательность по-прежнему во многом заключается в весёлом вокале Блэка, который ничуть не утратил своего очарования». Уилсон Чепмен из IndieWire поставил фильму четвёрку и написал: «На данный момент Блэк может играть эту роль в мечтах, но он всё равно выкладывается на все сто в четвертом раунде, и его идеальная актёрская игра и привлекательная искренность делают путешествие лёгким». Клэр Шаффер из «The New York Times» похвалила художественное оформление фильма и химию Блэка и Аквафины; в целом, она считает, что это «приятный фильм о «Кунг-фу Панде», даже если ему не хватает той остроты, что была в предыдущих фильмах».
Оуэн Глейберман из «Variety» неблагоприятно сравнил фильм с его предыдущими частями, написав: «Даже после 16 лет По, вы хотите услышать голос Джека Блэка, наполненный этой юношеской энергией. сумасшедшее изобилие, а не аурой старшего и мудрого, которую он здесь излучает. Вы также хотели бы, чтобы в фильме были шутки получше. Митчелл, режиссируя его вместе со Стефани Стайн, не ставит боевые действия с сюрреалистической свободой, которую делает возможной анимация. По делает всё возможное, но мне жаль, удара уже нет». Точно так же Оди Хендерсон для «The Boston Globe» выразил разочарование злодеем и боевыми сценами фильма, заключив: «Мне понравились первые три приключения Воина Дракона, но лучшее, что он может сделать сейчас, — это дать этому сериалу — столь необходимый скидыш, отправляющий его на отдых в царство кинематографических духов». Кристи Лемир в своей рецензии для «RogerEbert.com» написала, что «Кунг-фу Панда 4» «изо всех сил пытается оправдать своё существование. Ему не хватает ни тонкого артистизма, ни тёплого остроумия, присущих его фильму» предшественников. Тонкое чувство духовности давно ушло; на его месте появились безумные последовательности действий».

## Будущее
3 декабря 2010 года тогдашний генеральный директор DreamWorks Animation Джеффри Катценберг официально подтвердил, что франшиза может увидеть ещё два продолжения после «Кунг-фу Панда 4», в результате чего серия будет состоять из шести фильмов. 13 декабря 2023 года Митчелла и Хантли спросили, будет ли ещё реализован первоначальный план Катценберга, на что Митчелл сказал, что «Кунг-фу Панда 4» может запустить новую трилогию, если никто не устанет видеть возвращение Джека Блэка в роли По, а Хантли подтвердил, что создатели «Кунг-фу Панды 4» сосредоточились на том, чтобы сделать его «величайшим» фильмом франшизы, и что вопрос о том, будут ли сняты продолжения, они обсудят позже.